# Moritz Abraham Stern
Moritz Abraham Stern   (Frankfurt del Main, 29 de juny de 1807 - Zúric, 30 de gener de 1894) fou un matemàtic alemany conegut per haver estat el primer jueu no batejat (no convers) que aconseguí un lloc de professor titular en una universitat alemanya.

## Vida i Obra
Stern va néixer en una família jueva molt religiosa i prou rica per donar-li la seva primera educació a casa. Primer pels seus pares, que eren estudiosos, i després amb professors privats entre els quals hi va haver Michael Creizenach, un conegut educador i teòleg hebreu de Frankfurt.
El 1826, quan es va matricular a la universitat de Heidelberg, el seu tema principal van ser les matemàtiques. Però només hi va romandre un any, perquè l'any següent es va traslladar a la universitat de Göttingen, on va tenir com a professors Carl Friedrich Gauß, Tobias Mayer (fill) i Bernhard Friedrich Thibaut.
Es va doctorar en aquesta universitat sota la direcció de Gauss, qui, anys després, confessaria que estava més nerviós ell que el seu alumne, ja que havia estat la primera tesi doctoral que dirigia. El 1830 va ser nomenat privatdozent (una mena de professor adjunt) en aquesta universitat, però sense paga, i així va romandre durant vuit anys, obtenint els seus magres ingressos de traduccions de llibres de matemàtiques. Només el 1838 se li va concedir un salari, molt inferior al de qualsevol altre professor.
Fins a la seva jubilació el 1884, va ser sempre professor a la universitat de Göttingen, però no va rebre el seu nomenament com a professor titular fins al 1859, trenta anys després de doctorar-se. En jubilar-se se'n va anar a viure amb el seu fill Alfred a Berna, on aquest era professor d'història a la seva universitat. Poc després es van traslladar a Zuric, on va morir.
La seva carrera acadèmica, reflecteix els innombrables obstacles als quals havia de fer front un jueu abans de la constitució de 1872, que va eliminar les discriminacions racials i religioses.
Incidentalment, també cal destacar que el seu germà, Emanuel, va ser l'avi de Alice Frank (nascuda Stern) que va ser l'àvia d'Anne Frank, autora del conegut diari, mentre ella i la seva família s'amagaven dels nazis a Amsterdam durant la segona Guerra Mundial.
Tot i que Stern és recordat sobre tot pel conflicte que tenien els jueus alemanys per accedir a llocs públics, també va ser un investigador actiu que va publicar molts articles de recerca al Journal de Crelle i va editar diversos llibres de text. Les seves aportacions més importants van ser en el camp de la teoria de nombres en el que va desenvolupar l'arbre de Stern-Brocot i va estudiar els nombres primers que porten el seu nom. També va dedicar part del seu temps en publicar obres de divulgació científica, com per exemple en el camp de l'astronomia.